# Nostis et nobiscum
Nostis et nobiscum es una encíclica del papa Pío IX publicada el 8 de diciembre de 1849; y está dirigida a la jerarquías de la Iglesia católica en Italia.
En este documento el papa distingue entre socialismo y comunismo y denuncia sus respectivos «errores» para la convivencia social, enmarcándose por cierto en una línea argumental que ya había tratado en sus encíclicas Qui pluribus (1846) y en su discurso con ocasión del consistorio (20 de abril de 1849). En particular, menciona la «naturaleza diabólica» de las iniciativas que tienden a negar la fe católica de su predominio social, instando a los obispos a buscar soluciones lo antes posible; adicionalmente, el pontífice entrega un apoyo explícito al episcopado, conminándolos a defender sus iglesias de las autoridades políticas.